# نولينة بارية
نولينة بارية (الاسم العلمي:Nolina parryi) هي نوع من النباتات تتبع جنس النولينة من الفصيلة الهليونية.